# Pied-Noir
Pied-Noir, có nghĩa là bàn chân đen, là những người gốc Pháp hoặc các nước châu Âu khác được sinh ra ở Algérie trong thời kỳ quốc gia này bị Pháp đô hộ từ nắm 1830 đến năm 1962. Thuật ngữ tiếng Pháp này mang hàm ý những người da trắng, nhưng sống tại lục địa đen nên họ có bàn chân đen.
Không chỉ để nói đến những người Pháp, Pied-Noir còn bao gồm cả những người châu Âu khác như Tây Ban Nha, Ý, Malta, những người Do Thái Sephardi sinh ra tại Algérie. Kể từ khi bị Pháp xâm lược vào ngày 18 tháng 6 năm 1830, Algérie được chia làm ba tỉnh Algiers, Oran và Constantine, trở thành một phần của nước Pháp. Cho tới khi độc lập, trên lãnh thổ Algérie có khoảng 1.025.000 Pieds-Noir, tức chiếm 10% dân số.
Các Pied-Noir cũng được biết tới qua chiến tranh Algérie, cuộc chiến đã lấy đi sinh mạng của 54 ngàn công dân Pháp và một triệu rưởi người Algérie. Sau khi Algérie giành được độc lập vào năm 1962, hơn một triệu Pieds-Noir quay về lãnh thổ chính quốc Pháp. Nhiều người đổ lỗi cho họ là nguyên nhân của chiến tranh và những bất ổn chính trị dẫn tới sự sụp đổ của nền Đệ tứ cộng hòa Pháp. Các Pied-Noir cũng không thể quay lại Algérie bởi sự thù địch của người Algérie bản xứ. Lịch sử những người Pied-Noir ghi dấu ấn sự mâu thuẫn giữa quê hương của họ và mảnh đất nơi họ sống.

## Các Pied-Noir nổi tiếng
- Louis Althusser
- Jacques Attali
- Jean-Pierre Bacri
- Guy Bedos
- Patrick Bruel
- Albert Camus
- Marcel Cerdan
- Alain Chabat
- Hélène Cixous
- Étienne Daho
- Bertrand Delanoë
- Jacques Derrida
- Louis Franchet d'Espèrey
- Roger Hanin
- Edmond Jouhaud
- Marlène Jobert
- Alphonse Juin
- Enrico Macias
- Alain Mimoun
- Paul Quilès
- Emmanuel Roblès
- Yves Saint Laurent